# 깎은 정이십면체
기하학에서 깎은 정이십면체는 정이십면체의 모든 꼭짓점을 깎아내어 형성되는 다면체다. 일반적으로, 깎은 정이십면체는 일반적으로 흰색 육각형과 검은색 오각형 패턴으로 이루어진 축구공을 떠올리면 이해하기 쉽다. 이 구조는 버크민스터 풀러(Buckminster Fuller)가 설계한 측지돔(geodesic dome) 구조에서 자주 사용된다. 깎은 정이십면체는 아르키메데스의 다면체(Archimedean solid) 중 하나이자 골드버그 다면체(Goldberg polyhedron)의 예시다.

## 구조
깎은 정이십면체는 정이십면체의 모든 꼭짓점을 깎아내어 만들 수 있다. 이 과정에서 각 변의 1/3 지점에 있는 12개의 꼭짓점이 12개의 정오각형 면을 형성하며, 원래의 20개의 삼각형 면은 정육각형으로 변환된다. 결과적으로, 이 다면체는 32개의 면, 90개의 변, 그리고 60개의 꼭짓점을 가지게 된다.
골드버그 다면체는 12개의 오각형 면과 10개의 정육각형 면을 가진 다면체를 의미한다. 골드버그 다면체에는 세 가지 종류가 있으며, 이 중 하나는 모든 꼭짓점을 반복적으로 깎아내어 형성된다. 깎은 정이십면체는 그 중 하나에 포함되며 {\displaystyle \mathrm {GP(1,1)} }로 표기한다.

## 특성
한 모서리의 길이가 a인 깎은 정이십면체의 겉넓이 {\displaystyle A}와 부피 {\displaystyle V}는 다음과 같다.

### A=3(103+55+25)a2≈72.607253a2V=14(125+435)a3≈55.287731a3.{\displaystyle {\begin{aligned}A&=3\left(10{\sqrt {3}}+{\sqrt {5}}{\sqrt {5+2{\sqrt {5}}}}\right)a^{2}\approx 72.607253a^{2}\\V&={\frac {1}{4}}(125+43{\sqrt {5}})a^{3}\approx 55.287731a^{3}.\\\end{aligned}}}
다면체의 구형성(sphericity) {\displaystyle \mathrm {\Psi } }는 다면체가 구와 얼마나 유사한지를 나타낸다. 같은 부피를 가지는 구의 표면적과 다면체의 표면적의 비율로 정의된다. 이 값은 0과 1 사이의 값이다. 깎은 정이십면체의 경우, 그 값은 다음과 같다.{\displaystyle \Psi ={\frac {6\pi ^{1/2}V}{A^{3/2}}}\approx 0.9504.}
깎은 정이십면체에서 인접한 육각형 면 사이의 이면각(dihedral angle)은 약 138.18°이며, 오각형과 육각형 사이의 이면각은 약 142.6°이다.
깎은 정이십면체는 아르키메데스의 다면체로서, 대칭성이 높고 두 가지 이상의 다른 정다각형 면이 꼭짓점에서 만나는 다면체이다. 이 다면체는 정이십면체와 같은 이십면체 대칭성을 가지며, 꼭짓점 전이성(vertex-transitivity)도 가지고 있다. 모든 꼭짓점에서 만나는 다각형 면은 하나의 오각형과 두 개의 육각형이며, 깎은 정이십면체의 꼭짓점 도형(vertex figure)은 {\displaystyle \mathrm {5\cdot 6^{2}} }이다. 깎은 정이십면체의 쌍대 다면체(dual polyhedron)는 카탈랑의 다면체(Catalan solid)인 펜타키스 십이면체(pentakis dodecahedron)로, 깎은 정이십면체와 동일한 대칭성을 가진다.
정이십면체를 잘 관찰해보면 내부에 뼈대 직사각형이 숨겨져있다는 것을 알 수 있고 이러한 뼈대 직사각형은 가로와 세로의 비가 황금비인 황금사각형이다

## 깎은 정이십면체 그래프
슈타이니츠의 정리(Steinitz's theorem)에 따르면, 깎은 정이십면체의 골격은 다른 볼록 다면체의 골격과 같이 다면체 그래프(polyhedral graph)로 표현될 수 있다. 이 그래프는 평면 그래프(엣지가 교차하지 않고 그릴 수 있는 그래프)이며, 두 정점을 제거해도 연결 상태가 유지되는 그래프이다. 이 그래프는 깎은 정이십면체 그래프(truncated icosahedral graph)로 알려져 있으며, 60개의 꼭짓점과 90개의 변을 가진다. 이 그래프는 또한 아르키메데스 그래프(Archimedean graph)로, 아르키메데스의 다면체 중 하나와 유사하다. 이와 더불어, 이 그래프는 각 꼭짓점에 정확히 세 개의 변이 연결되는 큐빅 그래프(cubic graph)이다.

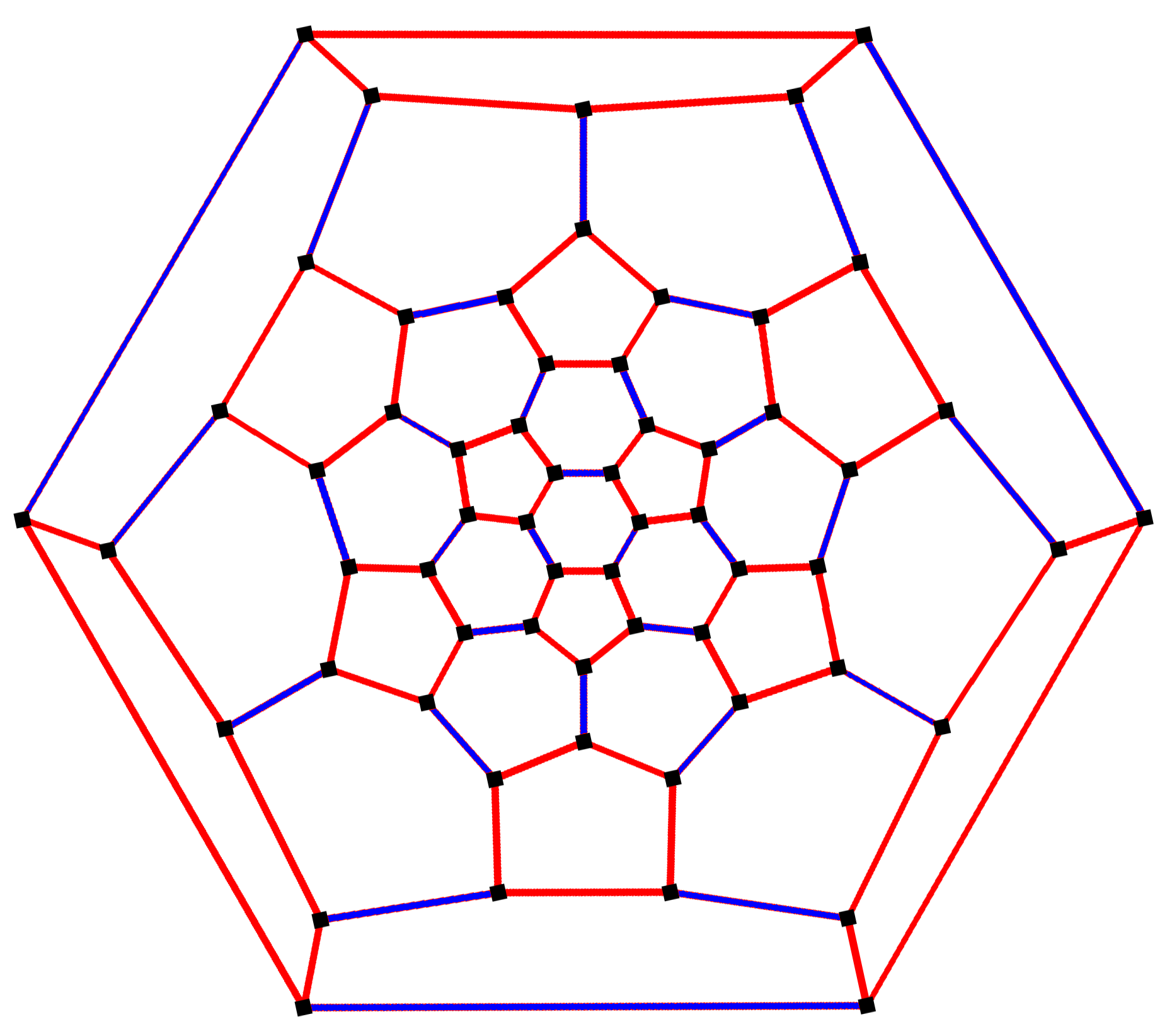

## 활용
축구와 팀 핸드볼에서 사용하는 공은 일상생활에서 깎은 정이십면체와 유사한 구형 다면체의 가장 잘 알려진 예일 것이다. 이 공은 구형에 가까운 검은색 오각형과 흰색 육각형 패턴으로 이루어져 있다. 

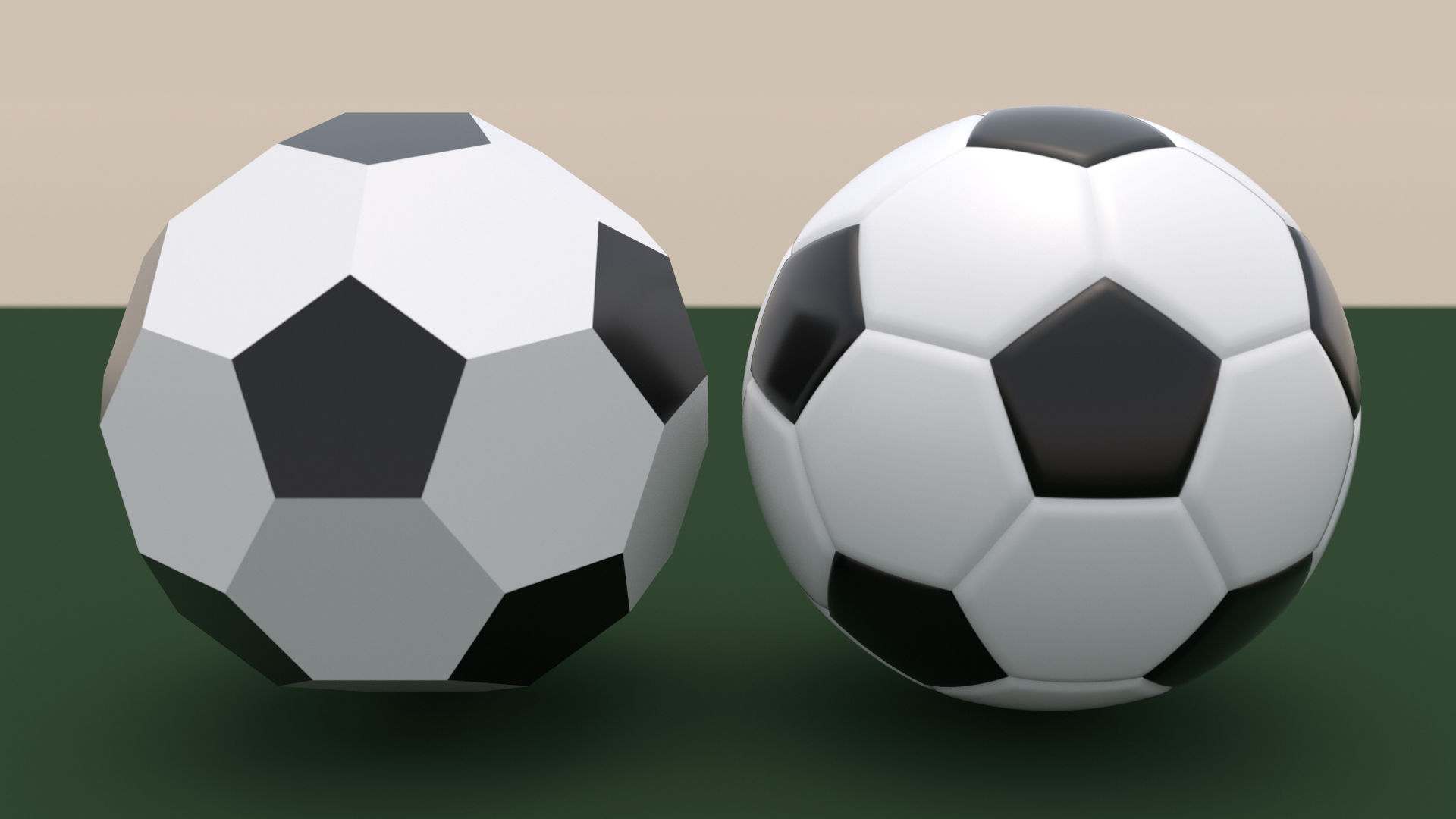
The truncated icosahedron (left) compared with an association football

측지식(geodesic) 돔은 주로 이 기하학의 삼각형 면 분할에 기반을 두고 있으며, 전 세계에서 볼 수 있는 예시로는 버크민스터 풀러가 대중화한 구조가 있다. 예를 들어, 1985년에 발견된 풀러렌(fullerene)의 한 형태인 버크민스터 풀러렌(Buckminsterfullerene)은 깎은 정이십면체 모양의 측지식(geodesic) 돔 구조를 가지는 탄소 원소의 동소체이다. 다른 공학 및 과학 응용 분야에서도 이 모양은 폭발성 충격파를 집중시키기 위해 사용된 렌즈의 구성에서 발견되며, 이는 가젯(Gadget)과 팻 맨(Fat Man) 원자폭탄의 기폭 장치에 사용된다. 또한, 이 구조는 클라트린(clathrin) 단백질에서도 발견된다

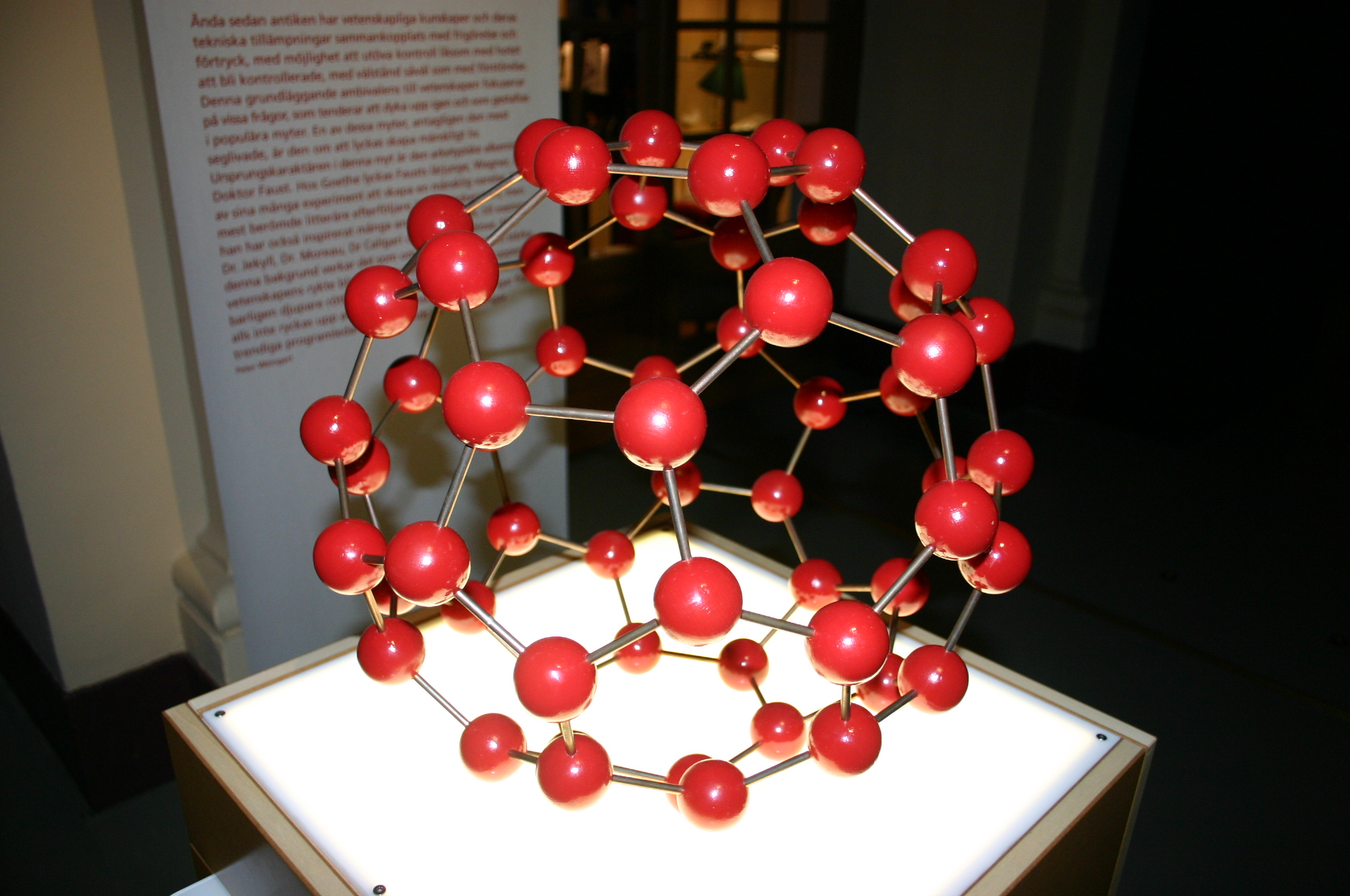
The buckminsterfullerene molecule

## 같이 보기
- 풀러렌

1. ↑  “황금비 - 수학노트”. 2025년 6월 18일에 확인함.